# Trigana Air Service
Trigana Air Service is een Indonesische luchtvaartmaatschappij met haar thuisbasis in Jakarta.

## Geschiedenis
Trigana Air Service werd opgericht in 1991. Op 4 juli 2007 werd de onderneming net als alle Indonesische luchtvaartmaatschappijen op de zwarte lijst van de Europese Unie geplaatst – maar op 14 juni 2018 weer van die zwarte lijst  geschrapt.

## Incidenten
Vliegtuigen van Trigana Air zijn betrokken geweest bij 14 ernstige incidenten, waarvan 10 resulteerden in het afschrijven van het toestel.
- Op 11 februari 2010 moest een ATR-42-300F, Trigana Air Service-vlucht 168, een landing maken in een rijstveld na een motorstoring. Twee mensen raakten ernstig gewond.
- Op 8 april 2012 werd een DHC-6 Twin Otter meermaals beschoten tijdens het uitvoeren van de landing op het vliegveld van Mulia, in de provincie Papoea. Beide piloten werden hierbij verwond, waardoor zij de controle over het toestel verloren. Het toestel raakte een gebouw op het vliegveld, waardoor ook andere inzittenden verwondingen opliepen.
- Op 16 augustus 2015 stortte een ATR42-300 neer in bergachtig gebied in de provincie Papoea. Het toestel was onderweg van de luchthaven van Jayapura naar Oksibil. De 54 inzittenden kwamen om het leven.

## Vloot
De vloot van Trigana Air Service bestond in juli 2015 uit:
- 3 Boeing B737-200
- 5 Boeing B737-300
- 3 ATR 72-202
- 5 ATR 42-300
- 1 Boeing 737-400